# Dure
Die Dure ist ein Fluss in Frankreich, der im Département Aude in der Region Okzitanien verläuft. Sie entspringt in den Montagne Noire, im Gemeindegebiet von Laprade, entwässert zunächst in südöstliche Richtung, schwenkt nach der Hälfte ihres Laufes auf Südwest und mündet nach rund 27 Kilometern am südlichen Ortsrand von Montolieu als linker Nebenfluss in die Rougeanne.

## Orte am Fluss
- Laprade
- Cuxac-Cabardès
- Brousses-et-Villaret
- Montolieu